# エアモント (ニューヨーク州)

ロックランド郡内の位置

エアモント（英語: Airmont）は、アメリカ合衆国ニューヨーク州のロックランド郡にある村。人口は1万0166人（2020年）。ニュージャージー州と接している。行政上はラマポ町に含まれる。
ニューヨークタイムスによると、ロックランド郡の中では住みやすい緑豊かな地区とされる。

## 歴史
1991年、エアモントの住人は、周囲の地区とは異なった住宅地を運営するためエアモントを設置した。これは、周囲にアメリカ最大規模のオーソドックスと呼ばれる宗教色の強いユダヤ人住人がおおいなか、ユダヤ人ではない住人達が新しい価値観と共に街を運営しようと考えたからである。